# Литванија на Европском првенству у атлетици у дворани 2017.
Литванија је учествовала на 34. Европском првенству у дворани 2017 одржаном у Београду , Србија, од 5. до 8. марта. Ово је било тринаесто европско првенство у дворани од 1992. године од када је Литванија први пут учествовала. Репрезентацију Литваније представљала су 5 такмичара (1 мушкарац и 4 жене) који су се такмичили у 4 дисциплине (1 мушка и 3 женске).
На овом првенству Литванија дели 11 место по броју освојених медаља са 1 освојеном медаљом (1 златна). У табели успешности према броју и пласману такмичара који су учествовали у финалним такмичењима (првих 8 такмичара) Литванија је са 1 учесником у финалу заузела 25 место са 8 бодова.
| Пл. | Земља     | 1. место | 2. место | 3. место | 4. место | 5. место | 6. место | 7. место | 8. место | Бр. фин. Бод. |
| --- | --------- | -------- | -------- | -------- | -------- | -------- | -------- | -------- | -------- | ------------- |
| 25. | Литванија | 1 – 8    | –        | –        | -        | –        | –        | –        | -        | 1 - 8         |

## Учесници
| Мушкарци: - Рајвидас Станис — Скок увис | Жене: - Eва Мисиунаите — 400 м - Ајрине Палшуте — Скок увис - Аустра Скујите — Бацање кугле - Giedrė Kupstyté — Бацање кугле |  |

## Освајачи медаља (1)

### Злато (1)
- Ајрине Палшуте — Скок увис

## Резултати

### Мушкарци
| Атлетичар       | Дисциплина | Лични рекорд | Квалификације | Квалификације | Полуфинале | Полуфинале | Финале               | Финале  | Детаљи |
| Атлетичар       | Дисциплина | Лични рекорд | Резултат      | Место         | Резултат   | Место      | Резултат             | Место   | Детаљи |
| --------------- | ---------- | ------------ | ------------- | ------------- | ---------- | ---------- | -------------------- | ------- | ------ |
| Рајвидас Станис | Скок увис  | 2,28         | 2,16          | 15.           |            |            | Није се квалификовао | 15 / 20 |        |

### Жене
| Атлетичарка      | Дисциплина   | Лични рекорд | Квалификације | Квалификације | Полуфинале            | Полуфинале            | Финале                | Финале       | Детаљи |
| Атлетичарка      | Дисциплина   | Лични рекорд | Резултат      | Место         | Резултат              | Место                 | Резултат              | Место        | Детаљи |
| ---------------- | ------------ | ------------ | ------------- | ------------- | --------------------- | --------------------- | --------------------- | ------------ | ------ |
| Eва Мисиунаите   | 400 м        | 53,90        | 54,95         | 5. у гр. 4    | Није се квалификовала | Није се квалификовала | Није се квалификовала | 27 / 29 (31) |        |
| Ајрине Палшуте   | Скок увис    | 2,00 НР      | 1,90          | 4.            |                       |                       | 2,01 СРС, ЕРС, НР, ЛР |              |        |
| Аустра Скујите   | Бацање кугле | 17,63        | 17,37         | 9.            | Нису се квалификовале | 9 / 21                |                       |              |        |
| Giedrė Kupstytéе | Бацање кугле | 16,93        | 16.00         | 20.           | Нису се квалификовале | 20 / 21               |                       |              |        |